# 10544 Hörsnebara
10544 Hörsnebara è un asteroide della fascia principale. Scoperto nel 1992, presenta un'orbita caratterizzata da un semiasse maggiore pari a 2,2258991 UA e da un'eccentricità di 0,1779588, inclinata di 7,74813° rispetto all'eclittica.